# Saut en hauteur sans élan

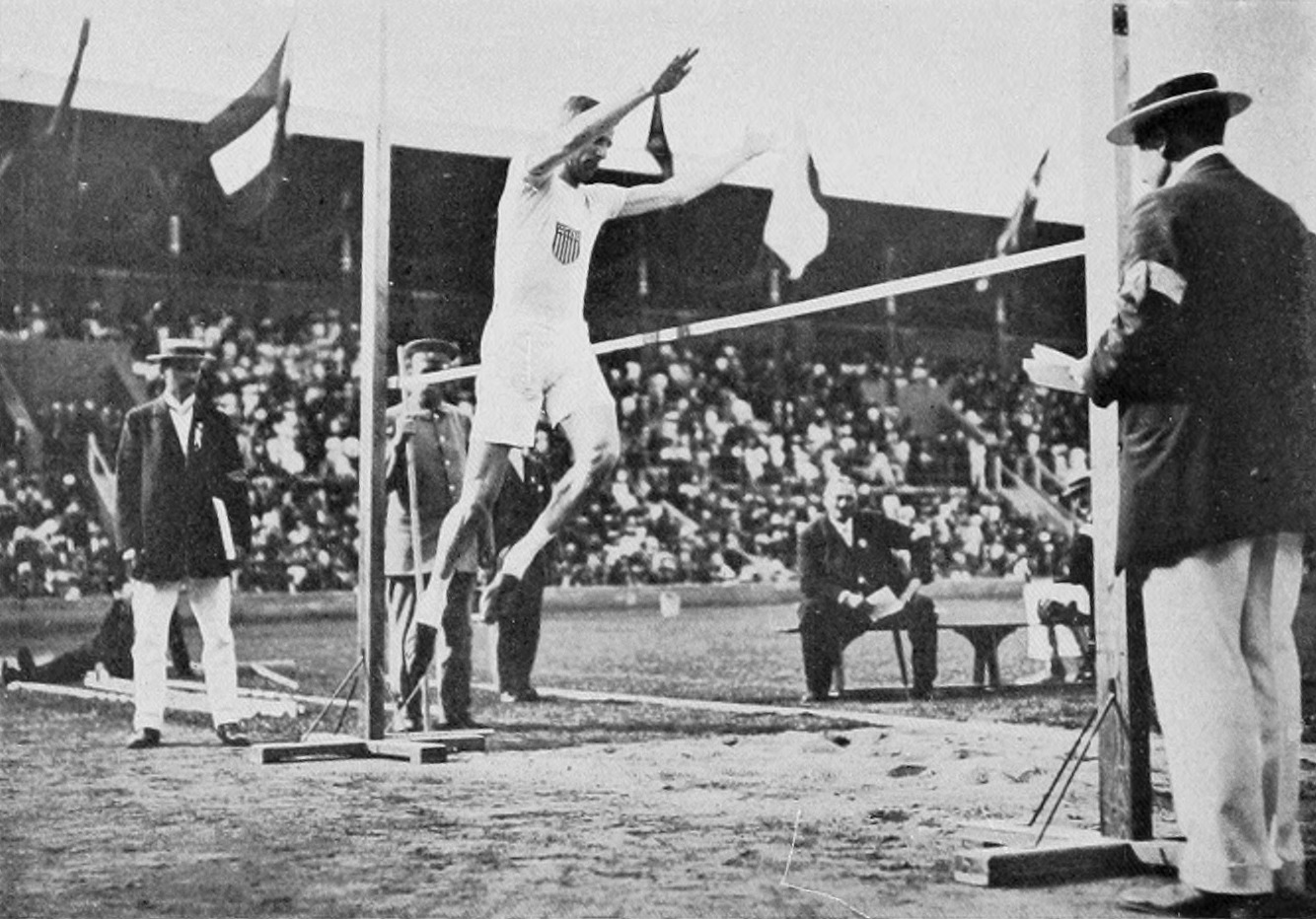
Concours de saut en hauteur sans élan lors des Jeux olympiques de 1912.

Le saut en hauteur sans élan est une discipline de l'athlétisme tombée en désuétude mais qui fut pratiquée aux Jeux olympiques de 1900 à 1912. Il est pratiqué de la même façon que le saut en hauteur, à la différence que l'athlète part debout, sans élan, et effectue le saut des deux pieds.
Ray Ewry est l'athlète qui détient le record olympique de cette discipline, avec un saut de 1,65 m réalisé le 16 juillet 1900. L'une des meilleures performances dans ce sport revient à l'athlète suédois Rune Almén (en) avec un bond de 1,90 m.
Chez les femmes, la Française Édith Alauze porte le nouveau record du monde de la discipline à 1,31 m lors des championnats de France d'athlétisme 1924.
Depuis 2021, il existe une fédération sportive française, la FFSSE dont le but est de faire revivre ce sport et le faire revenir aux Jeux Olympiques.
Une discipline proche consiste à sauter en hauteur sans élan sur un obstacle. C'est l'américain Kevin Bania qui détient la meilleure performance mondiale (automesurée) avec 64 pouces (1,625 m) réalisé  en salle le 26 avril 2019,.

## Médaillés olympiques
| Édition | Or                         | Argent                                | Bronze                                |
| ------- | -------------------------- | ------------------------------------- | ------------------------------------- |
| 1900    | Ray Ewry (USA) 1,65 m (WR) | Irving Baxter (USA) 1,525 m           | Lewis Sheldon (USA) 1,50 m            |
| 1904    | Ray Ewry (USA) 1,608 m     | Joseph Stadler (USA) 1,457 m          | Lawson Robertson (USA) 1,457 m        |
| 1908    | Ray Ewry (USA) 1,57 m      | John Biller (USA)                     |                                       |
| 1908    | Ray Ewry (USA) 1,57 m      | Konstantínos Tsiklitíras (GRE) 1,55 m |                                       |
| 1912    | Platt Adams (USA) 1,63 m   | Benjamin Adams (USA) 1,60 m           | Konstantínos Tsiklitíras (GRE) 1,55 m |

- Jeux olympiques intercalaires de 1906 : Ray Ewry (États-Unis, or), Léon Dupont (Belgique, argent), Lawson Robertson (États-Unis, argent), Martin Sheridan (États-Unis, argent)[10]